# Piqua
Piqua is een plaats (city) in de Amerikaanse staat Ohio, en valt bestuurlijk gezien onder Miami County.

## Demografie
Bij de volkstelling in 2000 werd het aantal inwoners vastgesteld op 20.738.
In 2006 is het aantal inwoners door het United States Census Bureau geschat op 20.865, een stijging van 127 (0.6%).

## Geografie
Volgens het United States Census Bureau beslaat de plaats een oppervlakte van
28,3 km², waarvan 27,7 km² land en 0,6 km² water.

## Plaatsen in de nabije omgeving
De onderstaande figuur toont nabijgelegen plaatsen in een straal van 16 km rond Piqua.